# Grand Prix Jules Lowie 1950
La 7e édition du Grand Prix Jules Lowie, devenu la Nokere Koerse en 1963, a eu lieu le 26 avril 1950. Elle a été remportée par le Belge Jules Depoorter.

## Classement final
Jules Depoorter remporte la course. Quarante-huit coureurs prennent le départ.
| Classement final, | Classement final, | Classement final, | Classement final, | Classement final, |
|                   | Coureur           | Pays              | Équipe            | Temps             |
| ----------------- | ----------------- | ----------------- | ----------------- | ----------------- |
| 1er               | Jules Depoorter   | Belgique          | '                 |                   |
| 2e                | Roger Decock      | Belgique          |                   |                   |
| 3e                | René Janssens     | Belgique          |                   |                   |
| modifier          |                   |                   |                   |                   |